# IC 1361
IC 1361 ist eine Galaxie vom Hubble-Typ S im Sternbild Füllen nördlich der Ekliptik. Sie ist schätzungsweise 185 Millionen Lichtjahre von der Milchstraße entfernt.
Das Objekt wurde am 19. August 1893 von dem französischen Astronomen Stéphane Javelle entdeckt.